# Bogislav VIII av Pommern
Bogislav VIII av Pommern, död 1418, var regerande hertig av Pommern–Stolp mellan 1395 och 1418. 